# Budgetministeriet
Budgetministeriet blev skabt i 1971 i forbindelse med dannelsen af Jens Otto Krags sidste regering, da Ministeriet for Statens Lønnings- og Pensionsvæsen blev nedlagt. Ministeriet fortsatte under Anker Jørgensen. Da Poul Hartling dannede regering efter folketingsvalget i 1973 blev ministeriet nedlagt og dets opgaver overført til Finansministeriet.

Ministre for budgetministeriet
| Periode   | Navn          | Parti             | Regering           |
| --------- | ------------- | ----------------- | ------------------ |
| 1971-1973 | Per Hækkerup  | Socialdemokratiet | Jens Otto Krag III |
| 1973-1973 | Knud Heinesen | Socialdemokratiet | Anker Jørgensen I  |